# Компана
Компана (итал. Campana) — коммуна в Италии, располагается в регионе Калабрия, подчиняется административному центру Козенца.
Население составляет 2868 человек (на 2000 год), плотность населения составляет 26 чел./км². Занимает площадь 103 км². Почтовый индекс — 87061. Телефонный код — 0983.
В коммуне 15 августа особо празднуется Успение Пресвятой Богородицы.